# Mahir Emreli
Mahir oğlu Emreli (ur. 1 lipca 1997 w Baku) – azerski piłkarz, występujący na pozycji napastnika. Od 2025 roku jest zawodnikiem 1. FC Kaiserslautern. Wychowanek Bakı, w trakcie swojej kariery grał także w Qarabağu, Legii Warszawa, Dinamie Zagrzeb i Konyasporze. Reprezentant Azerbejdżanu.

## Kariera klubowa

### Legia Warszawa
8 czerwca 2021 Legia Warszawa ogłosiła podpisanie kontraktu z Emrelim do 30 czerwca 2024. 17 czerwca 2021 Emreli zadebiutował i zdobył swojego pierwszego gola w towarzyskim zwycięstwie 5:0 nad SK Bischofshofen. Pierwszą oficjalną bramkę dla Legii zanotował w meczu pierwszej rundy eliminacji Ligi Mistrzów UEFA przeciwko mistrzom Norwegii Bodø/Glimt w dniu 7 lipca 2021. W grudniu 2021 był jedną z ofiar ataku przeprowadzonego przez chuliganów w autobusie wracającym po meczu Ekstraklasy przeciwko Wiśle Płock. Po tym incydencie Emreli zdecydował się nie występować w Legii, a 2 lutego 2022 rozwiązał kontrakt za porozumieniem stron.

### Dinamo Zagrzeb
Kilka godzin po odejściu z Legii Emreli został zawodnikiem Dinama Zagrzeb w chorwackiej pierwszej lidze. Legia zalegała wobec Dinama milion euro, ponieważ kupiła od niego Lirima Kastratiego we wrześniu 2021 roku za 1,2 miliona euro, tymczasem do grudnia 2021 roku Dinamo otrzymało jedynie 200 000 euro. Dinamo zdecydowało się umorzyć zobowiązanie względem Legii pod warunkiem, że Emreli odejdzie z niej za darmo i podpisze kontrakt z Dinamo.

### Konyaspor
14 lutego 2023 roku został wypożyczony do klubu Süper Lig Konyaspor do końca sezonu 2022/2023 z opcją transferu definitywnego.

### 1. FC Nürnberg
6 sierpnia 2024  przeszedł do występującej w 2. Bundeslidze 1. FC Nürnberg, z którą podpisał kontrakt do końca czerwca 2025 roku.

### 1. FC Kaiserslautern
24 czerwca 2025 został zawodnikiem 1. FC Kaiserslautern.

## Życie prywatne
W maju 2019 roku zmienił nazwisko z Madatov na Emreli, przyjmując nazwisko ze strony matki z powodu dezaprobaty dla nowego małżeństwa ojca.
Zawodnik znany z niesportowego zachowania m.in. z picia alkoholu, któremu wielokrotnie zaprzeczał.